# La verdad sobre el caso Harry Quebert
La verdad sobre el caso Harry Quebert es una novela escrita por el suizo Joël Dicker, publicada en francés en septiembre de 2012 y editada en español en junio del año siguiente. Tras haber sido consagrada como la ganadora del Gran Premio de Novela de la Academia Francesa y el Prix Goncourt des Lycéens, se convirtió en un superventas mundial y se ha traducido a más de 33 idiomas. En 2015, Dicker publicó El libro de los Baltimore y, en 2022, El caso Alaska Sanders, los cuales, al igual que La verdad sobre el caso Harry Quebert, tienen como protagonista a Marcus Goldman y son considerados una trilogía. Durante 2017 se rodó una miniserie de 10 episodios del mismo nombre basada en el libro de Dicker, producida por MGM para Epix, dirigida por Jean-Jacques Annaud. Se estrenó en octubre de 2018.

## Sinopsis
Año 2006. El escritor Marcus Goldman acaba de cumplir treinta años y se encuentra en la cima de su carrera: su primera novela ha sido un éxito que le ha convertido en multimillonario. Pero, la editorial le pide una segunda novela y Goldman tiene la crisis de la página en blanco. Por ello, decide recurrir en busca de su único amigo: el famoso autor Harry Quebert, un sexagenario que fue su profesor universitario. Éste vive en Aurora, un pequeño y tranquilo pueblo costero. Todo cambia cuando unos jardineros descubren en el jardín de Quebert el cadáver de Nola Kellergan, una joven de quince años que desapareció en 1975 y con la que Harry mantuvo una relación. Todo el país le cree culpable. Todos, excepto Goldman, que decide investigar treinta y tres años después quién mató a la joven para salvar a su amigo.